# Daktylogram
Daktylogram – odbitka linii papilarnych palca na papierze.